# Fiddlehead
Fiddlehead és un grup estatunidenc de post-hardcore format a Boston. La formació actual està formada per Patrick Flynn (veu) i Shawn Costa (bateria) de Have Heart, Alex Henery (guitarra) de Basement, Alex Dow (guitarra) de Big Contest i Nick Hinsch (baix) de Stand Off and Nuclear Age.

## Història
Fiddlehead va publicar el seu primer EP el 2014, titulat Out of the Bloom. El 2018 va signar amb el segell discogràfic Run for Cover Records i va publicar el seu àlbum de debut titulat Springtime and Blind. El 2021 va publicar el seu segon àlbum, Between the Richness, i el 2023 Death Is Nothing to Us.
El grup rarament fa gires de concerts a causa del fet que Patrick Flynn treballa com a professor d'història de secundària a temps complet. En canvi, sí que realitza petites gires de cap de setmana centrades en una sola regió.

## Discografia
Àlbums d'estudi
- Springtime and Blind (2018, Run for Cover Records)
- Between the Richness (2021, Run for Cover Records)
- Death Is Nothing to Us (2023, Run for Cover Records)

EP
- Out of the Bloom (2014, Lockin' Out)
- Get My Mind Right (2019, Run for Cover Records)